# Friedrich Evertsbusch
Stephan Friedrich Evertsbusch (* 12. Januar 1813 in Barmen (heute Stadtteil von Wuppertal); † 18. Februar 1888 in Lennep) war ein evangelischer Pfarrer und Politiker.

## Leben
Evertsbusch entstammte einer Kaufmannsfamilie und studierte von 1831 bis 1834 an der Universität Bonn Theologie. 1835 wurde er Lehrer in Ronsdorf, 1839 begann er als Pfarrer in Halver, wo er dem Handwerks- und Gesellenverein vorstand. 1845 wechselte er nach Altena.
Vom 18. Mai 1848 bis zum 20. Mai 1849 gehörte Evertsbusch als Abgeordneter für den 10. westfälischen Wahlkreises mit Hauptort Attendorn der Frankfurter Nationalversammlung an. Dort war er Mitglied der konservativen Fraktion Café Milani und später der Casino-Fraktion.
Sein Ziel war es „Fürstenrecht mit Volksrecht, Königsmacht mit Volkfreiheit“ zu versöhnen. Er stimmte zwar der Wahl von Erzherzog Johann zum Reichsverweser zu, klagte aber er „hätte ein Träne weinen mögen, dass in diesem feierlichen Augenblicke nicht der Name eines Preußen gerufen wurde.“ In der Debatte zur künftigen Gemeindeverfassung im Februar 1849 lehnte Evertsbusch eine Unterordnung der Gemeinden unter die Zentralregierung ab und beharrte auf dem Prinzip der Selbstverwaltung von der Spitze bis zur Basis. Noch zu Beginn des Jahres 1848 zeigte sich Evertsbusch überzeugt, dass die gegenrevolutionäre Regierung Brandenburg Preußen vor der Anarchie gerettet hätte. Nur wenige Monate später kritisierte er in einer Adresse an den konstitutionellen Club in Altena im Mai 1849 die Regierung und forderte ihren Rücktritt. 
1852 wechselte Evertsbusch auf eine Pfarrerstelle in Lüdenscheid und zwei Jahre später nach Lennep. Dort war er Schriftführer des Evangelischen Frauenvereins und einer Vielzahl weiterer Vereine. Bereits seit 1854 Mitglied der Kreissynode, wurde Evertsbusch 1862 Mitglied der Rheinischen Provinzialsynode, der er von 1877 bis 1888 als Präses vorstand. 1876 bis 1888 war Evertsbusch auch Superintendent.
1883 verlieh ihm die Universität Bonn die Doktorwürde. Evertsbusch verfasste mehrere theologische Schriften, darunter Lebensweihe für Jungfrauen (1884).